# Setopeltis perseae
Setopeltis perseae är en svampart som beskrevs av Bat. & A.F. Vital 1959. Setopeltis perseae ingår i släktet Setopeltis och familjen Micropeltidaceae.   Inga underarter finns listade i Catalogue of Life.